# Severino Andreoli
Severino Andreoli (8 de janeiro de 1941) é um ex-ciclista de estrada italiano. Competindo como amador nos 100 km contrarrelógio por equipes, ele ganhou uma medalha de prata nos Jogos Olímpicos de Tóquio 1964 e um título mundial em 1964. Em seguida, ele se tornou profissional e ganhou uma etapa do Giro d'Italia em 1966. Montou no Tour de France em 1968.